# Järnkaminerna

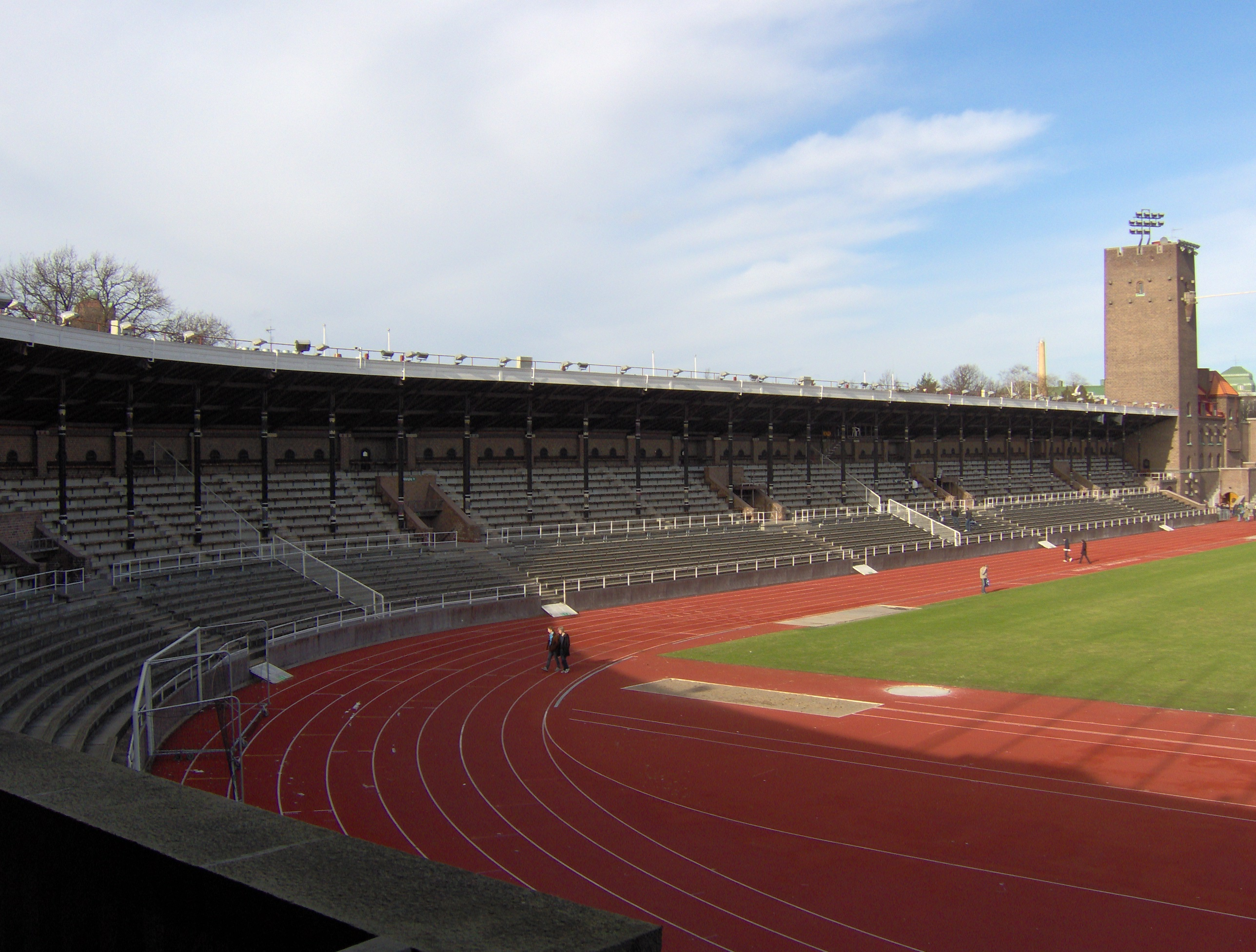
Järnkaminernas sektioner på Stockholms Stadion.

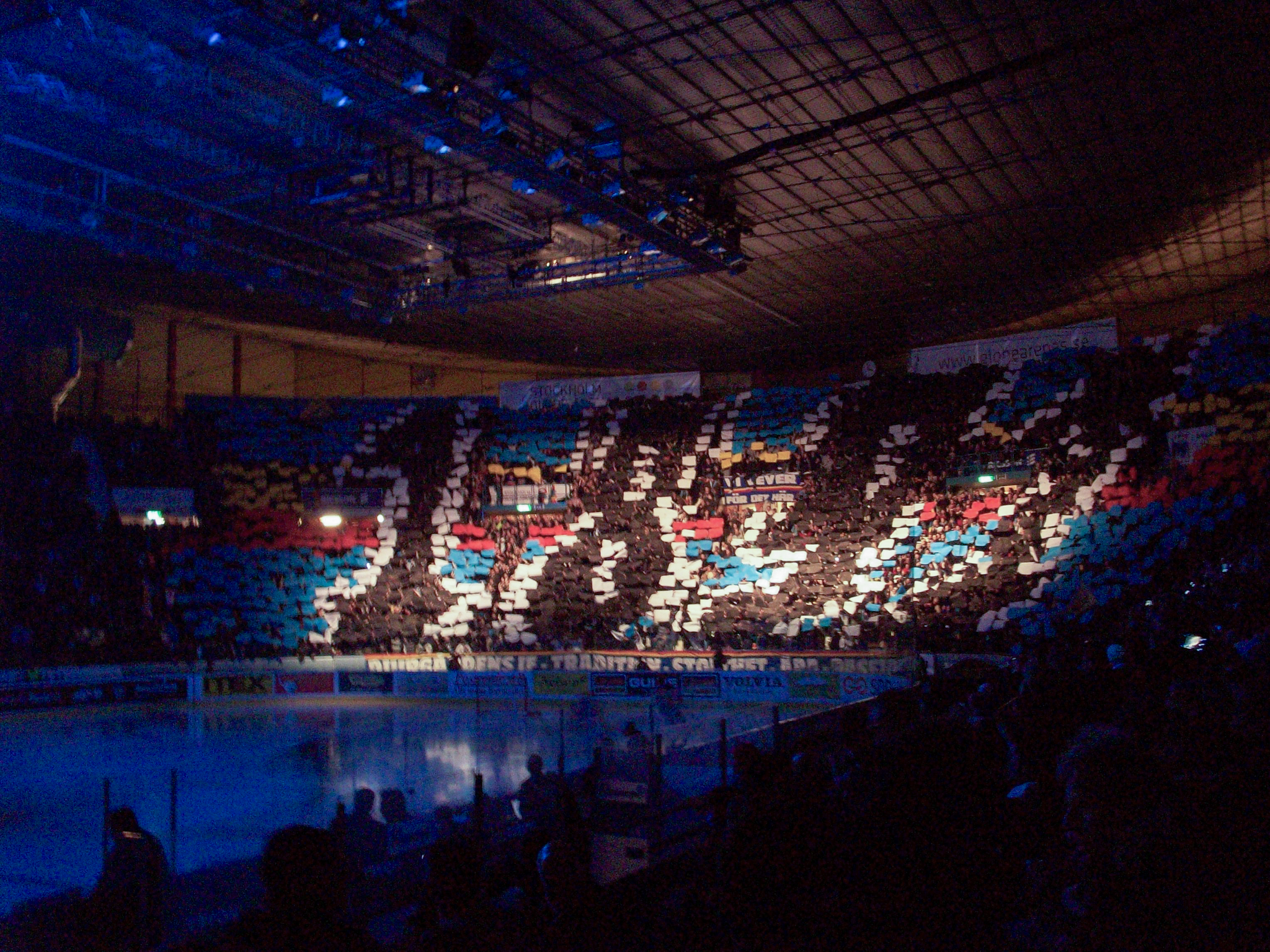
Järnkaminerna på Hovet.

Järnkaminerna är en av Djurgårdens IF:s supportergrupper. Namnet är härlett från ett smeknamn på Djurgårdens IF:s fotbollslag, som uppstod under 1950-talet. Det sägs komma av utseendet på tröjorna, där särskilt bortatröjorna med mörkblå och röda ränder förde tankarna till kaminer av järn med galler och glödande insida, samt laget uppfattades spela en hård fotboll.[källa behövs]
Supporterföreningen bildades ursprungligen 1981 under namnet Blue Saints, ett namn som var känt redan på 1970-talet. De förknippades med våld och fotbollsligism och namnet byttes 1997 till Järnkaminerna för att ändra på bilden av supporterklubben. Sveriges fotbollsligister har efter detta rört sig mot en mer Englandsinspirerad subkultur, casual-kulturen. I Djurgårdens fall har detta varit en naturlig del av utvecklingen då klubbens mer aktiva supportrar traditionellt sett varit anglofiler.
År 2019 hade Järnkaminerna 5 851 medlemmar och är med det en av Sveriges största supporterföreningar. Tidigare höll de under matcherna vanligtvis till på Sektion L, M och N på Stockholms Stadions ena långsida. Efter flytten till Tele2 Arena har de valt att placerat sig på den södra kortsidan, Sofialäktaren.

## Ordförande
Den sittande ordföranden i Järnkaminerna heter Viktor Adolfsson (2015–).
Tidigare ordförande är bland andra: 
- Dan Blomberg (2011 – 2015)
- Mikael Nylander (2011)
- Magnus Öhrman (2007 – 2011)
- Joel Andersson (2006 – 2007)
- Mats Jonsson (1999 – 2005)
- Patrik Asplund (1997 – 1998)

Tidigare ordförande i Blue Saints är:
- Peter Norrman (1996)
- Stefan Andersson
- Jocke Ljungh (1995 – 1996)
- Mikael Öhman (1995)
- Tomas af Geijerstam (1994)
- Albert Törsleff (1991 – 1994)
- Roger Pettersson (1990)
- Hasse Esselöv (1989)
- Stefan Gudjonsson (1981 – ?)

## Årets Järnkamin
Är en utmärkelse som Järnkaminerna delar ut efter omröstning bland supportrarna. 

### Vinnare fotboll[4]
| År   | Land    | Namn                    | Notering                                             |
| ---- | ------- | ----------------------- | ---------------------------------------------------- |
| 1993 | Sverige | Kristoffer Kindbom      |                                                      |
| 1994 | Sverige | Daniel Martinez         |                                                      |
| 1995 | Norge   | Thor André Olsen        | Även utsedd till Årets spelare av Djurgården Fotboll |
| 1996 |         | ?                       |                                                      |
| 1997 |         | ?                       |                                                      |
| 1998 | Sverige | Michael Borgqvist       | Även utsedd till Årets spelare av Djurgården Fotboll |
| 1999 | Sverige | Patrik Eriksson-Ohlsson |                                                      |
| 2000 | Sverige | Mikael Dorsin           |                                                      |
| 2001 | Sverige | Stefan Rehn             |                                                      |
| 2002 | Sverige | Kim Källström           |                                                      |
| 2003 | Sverige | Markus Karlsson         |                                                      |
| 2004 | Sverige | Tobias Hysén            |                                                      |
| 2005 | Sverige | Johan Arneng            |                                                      |
| 2006 | Gambia  | Pa Dembo Touray         | Även utsedd till Årets spelare av Djurgården Fotboll |
| 2007 | Island  | Siggi Jónsson           |                                                      |
| 2008 | Åland   | Daniel Sjölund          |                                                      |
| 2009 | Sverige | Markus Johannesson      |                                                      |
| 2010 | Gambia  | Pa Dembo Touray (2)     |                                                      |
| 2011 | Sverige | Mattias Jonson          |                                                      |
| 2012 | England | James Keene             |                                                      |
| 2013 | Sverige | Amadou Jawo             |                                                      |
| 2014 | Norge   | Kenneth Høie            | Även utsedd till Årets spelare av Djurgården Fotboll |
| 2015 | Sverige | Kerim Mrabti            | Även utsedd till Årets spelare av Djurgården Fotboll |
| 2016 |         | Inget pris delades ut   |                                                      |
| 2017 | Sverige | Magnus Eriksson         |                                                      |
| 2018 | Sverige | Andreas Isaksson        |                                                      |
| 2019 | Sverige | Tommi Vaiho             |                                                      |
| 2020 | Sverige | Haris Radetinac         |                                                      |
| 2021 | Sverige | Magnus Eriksson (2)     | Även utsedd till Årets spelare av Djurgården Fotboll |
| 2022 | Sverige | Haris Radetinac (2)     |                                                      |
| 2023 | Sverige | Marcus Danielson        | Även utsedd till Årets spelare av Djurgården Fotboll |
| 2024 | Sverige | Lucas Bergvall          |                                                      |

### Vinnare ishockey[5]
| År        | Land    | Namn                  |
| --------- | ------- | --------------------- |
| 1999/2000 | Sverige | Mikael Tellqvist      |
| 2000/2001 | Sverige | Mikael Tellqvist (2)  |
| 2001/2002 | Sverige | Nils Ekman            |
| 2002/2003 | Kanada  | Joaquin Gage          |
| 2003/2004 | Sverige | Niklas Wikegård       |
| 2004/2005 | Kanada  | Dan Boyle             |
| 2005/2006 | Sverige | Jimmie Ölvestad       |
| 2006/2007 | Sverige | Fredrik Bremberg      |
| 2007/2008 | Finland | Ossi Väänänen         |
| 2008/2009 | Sverige | Marcus Ragnarsson     |
| 2009/2010 | Sverige | Jimmie Ölvestad (2)   |
| 2010/2011 | Sverige | Christian Eklund      |
| 2011/2012 | Sverige | Gustaf Wesslau        |
| 2012/2013 | Sverige | Kristofer Ottosson    |
| 2013/2014 | Sverige | Michael Holmqvist     |
| 2014/2015 | Sverige | Marcus Sörensen       |
| 2015/2016 | Norge   | Patrick Thoresen      |
| 2016/2017 | Sverige | Daniel Brodin         |
| 2017/2018 | Sverige | Adam Reideborn        |
| 2018/2019 | Sverige | Daniel Brodin (2)     |
| 2019/2020 | Sverige | Henrik Eriksson       |
| 2020/2021 | Sverige | Niclas Bergfors       |
| 2021/2022 |         | Inget pris delades ut |
| 2022/2023 | Sverige | Marcus Krüger         |
| 2023/2024 | Sverige | Linus Klasen          |
| 2024/2025 | Norge   | Patrick Thoresen (2)  |

## Bortaföljen
Bortareseverksamhet drivs av den så kallade Reseklubben och är en del av Järnkaminerna. 
Järnkaminernas största bortaföljen (sedan 2001)
- IF Elfsborg – DIF 2002 – 11 000 pers (52 organiserade bussar)
- Halmstads BK – DIF 2003 – 6 000 pers
- Örgryte IS – DIF 2005 – 6 000 pers
- IFK Norrköping – DIF 2008 – 6 000 pers
- Enköpings SK – DIF 2003 – 5 000 pers
- Östers IF – DIF 2003 – 4 800-5 000 pers
- FCK Köpenhamn – DIF 2002 – 4 700 pers
- Gefle IF – DIF 2007 – 4 500 pers
- AFC Eskilstuna - DIF 2017 – 4 300 pers
- Örebro SK - DIF 2015 – 4000 pers (15 bussar)
- IFK Norrköping – DIF 2001 – 4 000 pers
- IFK Norrköping – DIF 2002 – 4 000 pers
- Örebro SK – DIF 2003 – 3 200-3 500 pers
- Malmö FF – DIF 2003 – 3 200 pers
- IF Elfsborg – DIF 2012 – 3 000 pers
- Örebro SK - DIF 2015 - 3000 pers
- Helsingborgs IF – DIF 2013 – 2 700 pers
- Malmö FF- DIF 2002 – 2 500 pers
- IFK Göteborg – DIF 2005 – 2 500 pers
- GIF Sundsvall – DIF 2002 – 2 500 pers
- Helsingborgs IF – DIF 2005 – 2 300 pers
- Örebro SK – DIF 2012 – 2 100 pers
- IFK Norrköping – DIF 2012 – 2 000 pers
- Malmö FF – DIF 2011 – 2 000 pers
- IFK Göteborg – DIF 2009 – 2 000 pers
- Kalmar FF – DIF 2002 – 2 000 pers
- GAIS – DIF 2006 – 2 000 pers
- IFK Norrköping 2004 – 2000 pers
- IF Elfsborg – DIF 2001 – 1 800 pers
- Trelleborg FF – DIF 2004 – 1 800 pers
- Östers IF – DIF 2013 – 1 700 pers
- Shamrock Rovers – DIF 2002 – 1 700 pers
- Juventus FC – DIF 2004 – 1 700 pers
- Trelleborg FF – DIF 2001 – 1 700 pers
- Åtvidaberg – DIF 2013 – 1 500 pers
- Gefle IF – DIF 2012 – 1 500 pers

De motståndare som förekommer flest gånger: 
- IFK Norrköping – 5 gånger med sammanlagt 18 000 pers
- Örebro SK – 4 gånger sammanlagt 12 300-12 600 pers
- IF Elfsborg – 3 gånger sammanlagt 15 800 pers
- Malmö FF – 3 gånger sammanlagt 7 700 pers
- Östers IF – 2 gånger sammanlagt 6 700 pers
- Gefle IF – 2 gånger sammanlagt 6 000 pers
- IFK Göteborg – 2 gånger sammanlagt 4 500 pers
- Trelleborg FF – 2 gånger sammanlagt 3 500 pers

Antal invasioner på listan fördelat per år: 
- 2001: 3 st
- 2002: 6 st
- 2003: 6 st
- 2004: 3 st
- 2005: 3 st
- 2006: 1 st
- 2007: 1 st
- 2008: 1 st
- 2009: 1 st
- 2010: 0 st
- 2011: 1 st
- 2012: 4 st
- 2013: 3 st

Tågresor
Järnkaminerna är Sveriges flitigaste supporterförening inom fotboll på att arrangera bortaresor med abonnerade tåg. Det första tåget gick under namnet Guldpilen till bortapremiären Öster - Djurgården 2003. 
1. 2003-04-08 Östers IF – Djurgårdens IF (Guldpilen)
2. 2003-09-21 Malmö FF – Djurgårdens IF (Guldpilen II)
3. 2003-10-19 Halmstads BK – Djurgårdens IF (Guldpilen III)
4. 2004-04-05 Trelleborgs FF – Djurgårdens IF (Guldpilen IV)
5. 2005-04-18 Halmstad BK – Djurgårdens IF (Sivan Express)
6. 2005-08-01 Helsingborg IF – Djurgårdens IF (Inter City Sheringham)
7. 2005-09-19 IFK Göteborg – Djurgårdens IF (Galloway Groovy Train)
8. 2005-10-17 Örgryte IS – Djurgårdens IF (Guldpilen MMV)
9. 2006-05-07 Gais – Djurgårdens IF (Knivsta Express/LokomoVito Knezpress)
10. 2006-09-17 Malmö FF – Djurgårdens IF (Bergtoft Terrier Train)
11. 2007-03-02 Linköpings HC – Djurgårdens IF (Håkan Södergren KoHo 221 Memorial Express)
12. 2007-08-06 Gais – Djurgårdens IF (John Jansson Tribute Train – Full Gas Framåt)
13. 2007-10-22 Halmstad BK – Djurgårdens IF (Siggi Jónssons Islandsexpress)
14. 2008-04-09 Gefle IF – Djurgårdens IF (namnlöst)
15. 2009-04-11 IFK Göteborg – Djurgårdens IF (Nya Gamla Guldpilen)
16. 2009-05-10 Malmö FF – Djurgårdens IF (Parapapilen)
17. 2011-04-11 Kalmar FF – Djurgårdens IF (Kjell Lundqvist Memorial Express)
18. 2014-03-30 Helsingborg – Djurgårdens IF (Boaormen Express - Stockholms Pärlor på turné)
19. 2015-06-07 Malmö FF – Djurgårdens IF (Pa Dembo Tourain)
20. 2016-01-30 Frölunda HC – Djurgårdens IF (Doris Dunkel-Ramstedt Memorial Express)
21. 2016-05-29 BK Häcken – Djurgårdens IF (Lokomotiv Radetinac)
22. 2016-08-20 Östersunds FK – Djurgårdens IF (Blue Saints Express)
23. 2016-11-06 GIF Sundsvall – Djurgårdens IF (Sigge Parling Memorial Express)
24. 2017-04-09 BK Häcken – Djurgårdens IF (Östra Station Express)
25. 2017-09-11 IFK Göteborg – Djurgårdens IF (Blue Monday Groovy Train)
26. 2018-04-01 Östersunds FK – Djurgårdens IF (Johan Ovefeldt Memorial Express)
27. 2018-05-03 Malmö FF – Djurgårdens IF (Lokomotiv Djuuuuu)
28. 2019-11-02 IFK Norrköping – Djurgårdens IF (Guldpilen VI)
29. 2021-12-04 BK Häcken – Djurgårdens IF (40års-pilen)

## Difpodden
Järnkaminerna driver även en egen podd med namnet Difpodden. Difpodden blev under debutåret 2013 framröstade som Sveriges bästa sportpodd och kom på tredje plats i kategorin Sveriges bästa podcast, tätt efter segrarna Alex & Sigge samt tvåan Filip & Fredrik. Under 2014 framröstades Difpodden till Årets sportpodd i tävlingen Guldskölden som arrangeras av Svenskafans.com.

## Tifoverksamhet
Järnkaminerna nämns ofta i tifosammanhang även om det var en mindre grupp, Fabriken Stockholm som var ansvariga för tifo-verksamhet till och med säsongen 2012. Innan Fabriken tog form 2005 hette Djurgårdens tifogrupp Ultras Sthlm. Sedan 2013 är det Sofialäktaren Tifo som sköter verksamheten. Tifogruppen styrs av gamla Fabrikenmedlemmar och ledande personer ur UCS.
Gruppen för ett nära samarbete med Järnkaminerna genom att bland annat informera via Järnkaminernas hemsida. Gruppen finansieras genom att samla in pengar på Djurgårdens matcher.